# Ivaylo Markov
Ivaylo Markov (tiếng Bulgaria: Ивайло Марков; sinh 5 tháng 6 năm 1997) là một cầu thủ bóng đá Bulgaria thi đấu ở vị trí hậu vệ cho Dunav Ruse.

## Sự nghiệp
Markov khởi đầu sự nghiệp ở đội trẻ của Slavia Sofia. Ngày 1 tháng 2 năm 2016, anh được cho mượn đến Slivnishki Geroy tại South-West V AFG.
Ngày 24 tháng 7 năm 2016, Markov ký hợp đồng 3 năm cùng với Lokomotiv Plovdiv. Ngày 11 tháng 1 năm 2017, anh được cho mượn đến Tsarsko Selo đến hết mùa giải. Ngày 25 tháng 2 năm 2017, anh ra mắt chuyên nghiệp ở Second League, thi đấu hết 90 phút trong thất bại 1–2 sân khách trước Vitosha Bistritsa.
Ngày 14 tháng 7 năm 2017, Markov ra mắt tại First League cho Lokomotiv Plovdiv trong chiến thắng 2–1 sân khách trước Etar.